# Andréia Marras
 Andréia Luciana Marras  ou simplesmente Andréia Marras é um voleibolista brasileira atuante na posição de levantadora em clubes nacionais e internacionais e também da Seleção Brasileira Feminina de Voleibol e com esta obteve duas medalhas na categoria juvenil, uma medalha de ouro no Campeonato Mundial de Voleibol Feminino Sub-20 de 1989 e a prata no Brno 1991. Sua maior conquista em clubes foi a prata Campeonato Mundial de Clubes de Voleibol de 1992.

## Carreira
Integrou a Seleção Brasileira Feminina de Voleibol que disputou o Campeonato Mundial de Voleibol Feminino Sub-20 de 1989, ocorrido em Lima-Peru, quando sagrou-se campeã mundial na categoria derrotando na final a Seleção Cubana de Voleibol Feminino, entre as conhecidas mundialmente estavam: Magalys Carvajal e Regla Bell; posteriormente no Campeonato Mundial de Voleibol Feminino Sub-20 de 1991 onde ficou com a medalha de prata, sendo derrotadas pela extinta ex-URSS, além de possuir três títulos sul-americanos.
Em clubes iniciou sua carreira no Lufkin, onde conquistou seu primeiro título nacional do Campeonato Brasileiro de Clubes de Voleibol Feminino e consecutivamente o vice-campeonato, mas teve maior projeção no Minas Tênis Clube, conquistando sua primeira Liga Nacional de Voleibol Brasileiro, aos 27 anos de idade se transferiu para o grande Leites Nestlé, e foi neste clube onde enfrentou um grande desafio, esforçando-se nos treinamentos, perdeu peso, teve determinação e paciência para conduzir a equipe que durante três vitoriosas temporadas tinha como levantadora titular absoluta a Fernanda Venturini, tendo que assumir a condição de titular após saída desta atleta e mesmo assim firmou-se na equipe e disputou a semifinal da Superliga Brasileira de Voleibol Feminino de 1998-99 credenciada como a melhor levantadora da Superliga, segundo as estatísticas oficiais da competição,terminando na terceira posição.
Decidiu se transferir para o voleibol europeu e sua estreia foi na Itália que defendeu o Despar Perugia, retornou ao Brasil defendendo o BCN Osasco, depois na Europa atuou no voleibol francês no Racing Villebon 91 e mais tarde no voleibol espanhol defendendo o Club Voleibol Albacete onde disputou três temporadas, onde ficou consagrada como uma das melhores levantadoras da Superliga Espanhola, cujas características marcantes: grande experiência, com grandes fundamentos técnicos e capacidade de improviso, sempre surpreendendo em situações que exigem de sua categoria.
Muito querida entre as colegas dentro e fora das quadras e foi peça fundamental para boa colocação em sua última temporada.Para a temporada 2008/2009 foi contratada pelo Voley Sanse Mepaban com a missão de assumir a liderança do time dirigido por Delgado deixada pela jogadora de Anna Swiderek.

## Clubes
| Clube                     | País    | De   | Até  |
| Lufkin                    | Brasil  | 1987 | 1989 |
| L´acqua di Fiori          | Brasil  | 1992 | 1996 |
| Finasa Osasco             | Brasil  | 1996 | 1997 |
| Leites Nestlé Jundiaí     | Brasil  | 1997 | 1999 |
| Despar Perugia            | Itália  | 1999 | 2000 |
| Finasa Osasco             | Brasil  | 2000 | 2001 |
| Racing Villebon91         | França  | 2001 | 2003 |
| Club de Voleibol Albacete | Espanha | 2003 | 2007 |
| Visual Home Benidorm      | Espanha | 2007 | 2008 |
| Voley Sanse Mepaban       | Espanha | 2008 | 2009 |

## Títulos e Resultados
Clubes
- 1996- Campeã do Campeonato Paulista de Voleibol
- 1997- Vice-campeã do Campeonato Paulista de Voleibol
- 1987-Campeã do Campeonato Brasileiro de Clubes de Voleibol Feminino
- 1988-Vice-campeã do Campeonato Brasileiro de Clubes de Voleibol Feminino
- 1991/1992-Vice-campeã da Liga Nacional de Voleibol Feminino
- 1992/1993-Campeã da Liga Nacional de Voleibol Feminino
- 1991-Vice-Campeã da Copa do Brasil[23]
- 1996/1997-Campeã da Superliga Brasileira de Voleibol
- 2000-Campeã do Campeonato Europeu de Clubes
- 2000-Vice-Campeã do Campeonato Italiano
- 2000-Campeã da Copa da Coppe
- 2001- Campeã do Salonpas Cup
- 2002-Campeã do Top Teams Cup Féminine[24]
- 2003-Campeã do Top Teams Cup Féminine[24]
- 2006/2007- 3º Lugar da Superliga Espanhola de Voleibol[25]
- 2008/2009-10º Lugar na Superliga Espanhola de Voleibol

Seleção Brasileira de Voleibol Feminino
- 1993-4º Lugar no Grand Prix de Voleibol)[26]